# Radarange

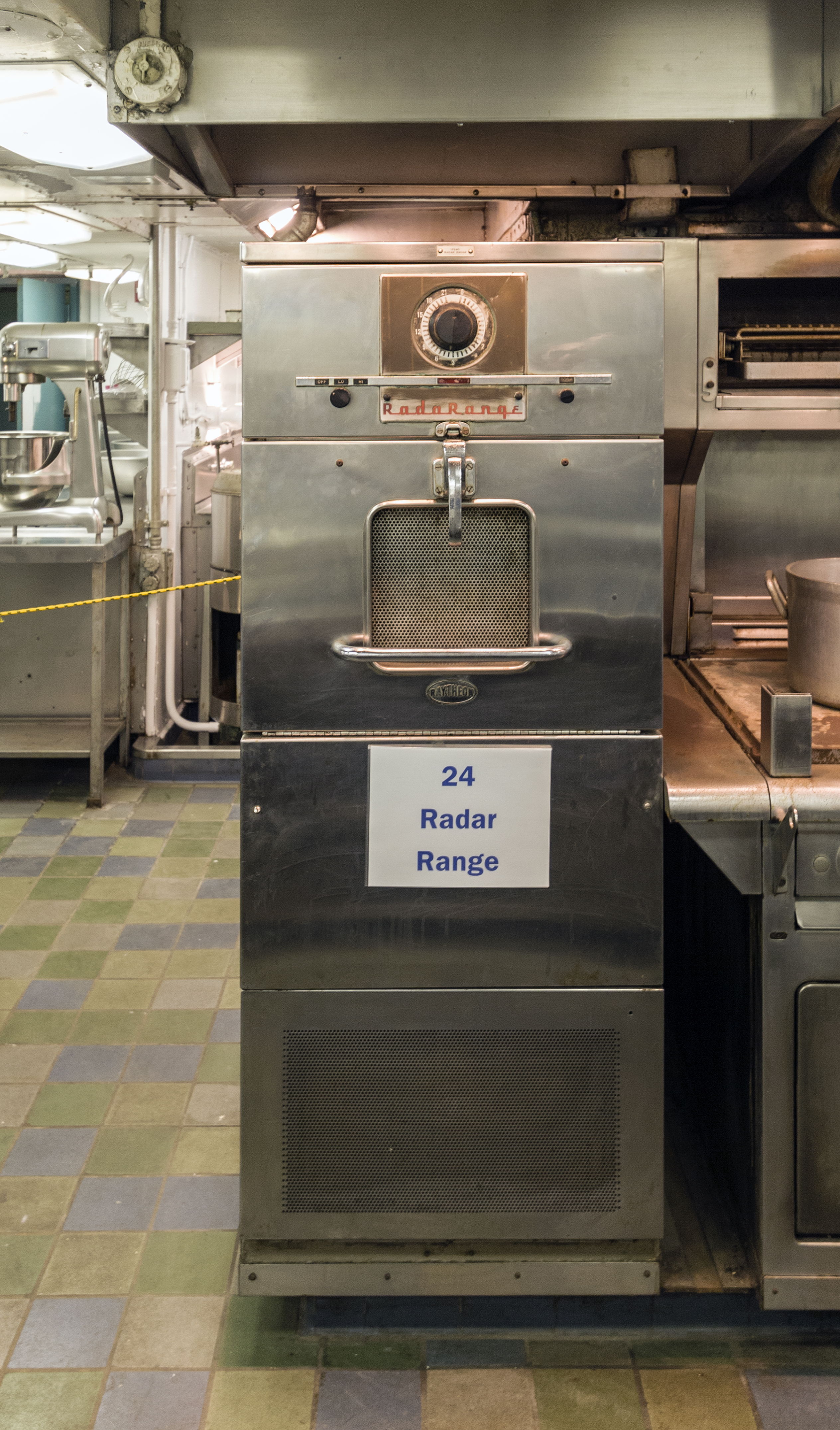
Kuchenka Radarange na pokładzie NS „Savannah”

Radarange – pierwsza komercyjnie dostępna kuchenka mikrofalowa wyprodukowana w firmie Raytheon w 1947.

## Tło historyczne
Zasada działania kuchenki mikrofalowej została przypadkowo odkryta przez Percy'ego LeBarona Spencera około 1945/46. Spencer, który testował nowy magnetron zauważył, że w czasie pracy magnetronu stopił się batonik czekoladowy, który miał w kieszeni. Zaintrygowany Spencer umieścił przed magnetronem kilka ziaren kukurydzy, i tym razem stojąc w większej odległości, włączył urządzenie zamieniając kukurydzę w popcorn. Spencer kontynuował eksperymenty, używając promieniowania mikrofalowego do podgrzania między innymi jajka, które eksplodowało w czasie tego doświadczenia. Naukowcy eksperymentujący wcześniej z magnetronami wiedzieli, że generują one nie tylko promieniowanie mikrofalowe, ale także ciepło, jednak Spencer jako pierwszy odkrył, że promieniowanie mikrofalowe może być używane do podgrzewania jedzenia. Pod koniec 1946 Raytheon opatentował użycie promieniowania mikrofalowego do termicznej obróbki pożywienia, w tym samym czasie pierwsza eksperymentalna kuchenka mikrofalowa została zainstalowana w bostońskiej restauracji.

## Radarange
Pierwsza komercyjnie dostępna kuchenka mikrofalowa została wprowadzona do sprzedaży w 1947. Kuchenka była wielkości małej szafy (mierzyła około 150 cm wysokości) i ważyła ponad trzysta kilogramów. Emitujący promieniowanie mikrofalowe magnetron był chłodzony wodą i kuchenka musiała być podłączona do sieci wodnej. Kuchenka kosztowała około pięciu tysięcy dolarów (według jednego źródła pomiędzy dwa a trzy tysiące dolarów), co według dzisiejszych cen wynosi ponad czterdzieści tysięcy dolarów.
Nazwa „Radarange” została wybrana w konkursie rozpisanym wśród pracowników Raytheona i jest połączeniem słów „radar” oraz range (w języku angielskim „piecyk”).
Jeden z egzemplarzy kuchenki został zainstalowany w kuchni NS „Savannah”, pierwszego statku pasażerskiego o napędzie atomowym. Kuchenka służyła do „przygotowywania specjalnych posiłków dla pasażerów pierwszej klasy oraz do szybkiego odgrzewania jedzenia, które było głęboko zamrożone”.